# PRR-Klasse S1
Die Lokomotive der Klasse S1 der Pennsylvania Railroad war die mit Abstand größte und leistungsfähigste Schnellzug-Dampflokomotive der Welt und die einzige mit der Achsfolge 3’BB3’. Die Stromlinienlokomotive entstand im Jahr 1939 in den bahneigenen Werkstätten in Altoona. Die intern dafür abgerechneten Herstellungskosten betrugen 669.780 US-Dollar.

## Technik und Dimensionen
Die S1 war eine der wenigen Duplex-Lokomotiven. Bei dieser Bauart sind zwei Gruppen von Kuppelachsen starr in einem gemeinsamen Rahmen gelagert. Der Vorteil dieser Konstruktion bestand darin, dass die einzelnen Triebwerke geringere Kräfte der Kolben aushalten mussten, deshalb leichter gebaut werden konnten und bei höheren Geschwindigkeiten ruhiger liefen. Durch einen kurzen Kolbenhub konnten geringe Kolbengeschwindigkeiten erzielt werden. 
Ein konstruktiver Schwachpunkt war, dass nur 45 Prozent des Lokomotivgewichtes auf den Treib- und Kuppelachsen lasteten. Mit 32 Tonnen Achslast der Treib- und Kuppelachsen wurde zwar die zulässige Belastung des Oberbaues ausgenutzt, jedoch ergab sich daraus, dass vor allem die Anfahrzugkraft geringer war, als die Leistung des Kessels es zugelassen hätte. Die Schleuderneigung war darum vor allem beim Anfahren hoch. Hinzu kam, dass sich bei den getrennten Triebwerken mit der Zeit der ursprünglich gleichmäßige Versatz der Kolben-Totpunktslagen veränderte, was es für den Lokführer schwierig machte, anhand des sich dann überdeckenden Auspuffgeräusches festzustellen, ob eines der beiden Triebwerke allein durchging, und dies rechtzeitig zu beenden. Die Folge waren stärkere Abnutzungsschäden an den Radreifen und Schienen.  
Der große feste Achsstand war auch ein Problem, denn man ordnete die Zylinder des hinteren Triebwerks zwischen beiden Kuppelachsgruppen an. Die ebenfalls mögliche Anordnung hinter der hinteren Kuppelachse hatte mehrere Nachteile, so beispielsweise lange Dampfwege und eine ungünstige Lage der Zylinder in unmittelbarer Nähe der Feuerbüchse.
Man sah für die S1 Treibräder mit 2134 mm (84″) Durchmesser vor, die größten, die jemals an einer Lokomotive mit mehr als drei gekuppelten Achsen verwendet wurden. 
Zudem lag bei der S1 das vordere Drehgestell vor und nicht unter den vorderen Zylindern, so dass die Lokomotive (ohne Tender) bei einem Gesamtachsstand von ca. 19,5 m insgesamt 24,5 m lang wurde. Zur Verbesserung der Bogenläufigkeit waren die erste und dritte Kuppelachse jeweils um 57,2 mm seitlich verschieblich.
Die Lokomotive besaß eine Heusinger-Steuerung. Der Integralgussrahmen war der größte bis dahin von der General Steel Castings gegossene und wog 44,5 Tonnen.
Der Tender der S1 hatte acht Achsen und konnte 23,6 t Kohle und 91,7 m³ Wasser aufnehmen. Darüber hinaus verfügte er, wie bei der PRR üblich, über eine Wasserschöpfvorrichtung. Seine Dienstmasse lag bei 205 t; Lokomotive und Tender zusammen brachten 481 t auf die Waage.
Die Lokomotive war stromlinienförmig verkleidet, das Design stammte von Raymond Loewy.

## Betrieb

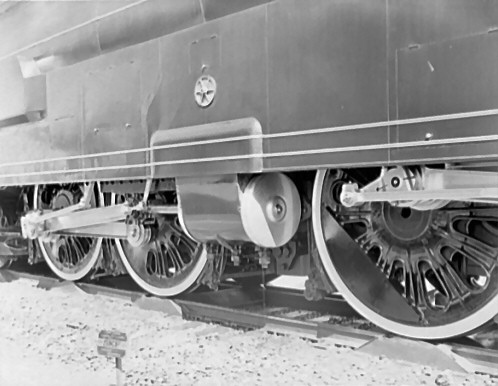
Detailansicht der hinteren Treibachsgruppe auf der rechten Seite. Man beachte die Rollen, auf denen die Lokomotive steht

Nach ihrer Fertigstellung Ende Januar 1939 wurde die S1 von Ende April bis Ende Oktober 1939 und auch von Mitte Mai bis Ende Oktober 1940 auf der Weltausstellung in New York gezeigt. Dabei stand sie auf Rollen, so dass man sie vor dem Publikum im Stand laufen lassen konnte.
Ab Dezember 1940 wurde die S1 auf der Strecke zwischen Chicago und Pittsburgh im Personenverkehr eingesetzt. Dabei stellte sich bald heraus, dass die Lokomotive in einem relativ engen Bogen kurz vor dem Bahnhof in Pittsburgh zum Entgleisen neigte. Deshalb wurde sie nur noch auf dem Teil der Strecke zwischen Chicago und Crestline (Ohio)  (283 Meilen/446 Kilometer) eingesetzt, etwa 2/3 der ursprünglich vorgesehenen Distanz. Auch in ihrem Heimat-Bahnbetriebswerk Crestline entgleiste sie öfter in einem Gleisdreieck, das extra für sie gebaut worden war, weil sie nicht auf die Drehscheibe passte.
Wegen der Schleuderneigung des Fahrzeugs gab es immer wieder Probleme beim Anfahren, zumal man die Lokomotive wegen ihrer großen Leistung oft vor den schwersten Zügen einsetzte. Die dabei entstehenden Verspätungen konnten von den Lokführern durch eine entsprechend überhöhte Geschwindigkeit jedoch problemlos wieder ausgeglichen werden.
Die Lokomotive war in jeder Beziehung zu groß geraten, deshalb wurde die Nachfolgebauart T1 schon bestellt, als die S1 noch auf der Weltausstellung in New York stand. Ihr Betrieb als Einzelstück war sehr unwirtschaftlich. Bis Ende 1945 wurde die Lok im schweren Schnell- und Postzugdienst eingesetzt und 1949 verschrottet.

## S1 und T1, schnellste Dampflokomotiven der Welt?
In der deutschsprachigen Fachpresse und -literatur ist mehrmals ein Bericht über eine ungewollte Rekordfahrt der S1 aufgetaucht und zitiert worden, wonach im Zug mitfahrende Beamte der ICC im März 1946 eine Geschwindigkeit von 141 mph (227 km/h) gestoppt haben sollen. Während sich Fachleute einig darüber sind, dass die Lok die behauptete Geschwindigkeit durchaus erreichen konnte, gibt es bis heute keinen Beleg für eine solche Fahrt. Etliche angegebene Details, wie das Datum oder die Vorgehensweise der ICC, lassen diesen Bericht unglaubwürdig erscheinen. Ähnliche Berichte, allerdings aus amerikanischen Quellen, sprechen von derartigen Geschwindigkeiten im Zusammenhang mit den T1-Lokomotiven. Weder die S1 noch die T1 sind jemals mit einem Messwagen ausgefahren worden.

## Die S2
Verwandt mit der S1, jedoch keine Duplex-Lokomotive war die Klasse S2, eine Dampfturbinen-Lokomotive mit der Achsfolge 3’D3’. Sie war etwas kürzer als die S1, hatte jedoch die gleichen Laufdrehgestelle. Die Klassenbezeichnungen der PRR wurden nach der Achsfolge der Lokomotiven vergeben, und S1 und S2 wurden der gleichen Gruppe zugeordnet, obwohl die Achsfolge nur optisch übereinstimmte.